# Оропос
Оропос (грч. Ωρωπός) општина је у Грчкој. По подацима из 2011. године број становника у општини је био 33.769.

## Становништво
| 2011.  |
| ------ |
| 33.769 |